# Mandu
El mandu es el término coreano que se refiere a un tipo de pasta rellena muy típico de la gastronomía de China. Tiene ciertas similitudes con los pelmeni y pierogi existentes en las culturas eslavas. En la cocina mongola, esta pasta rellena se denomina bansh (cocido al vapor), buuz (cocido) o khuushuur (frito).

## Variantes
El nombre sugiere su procedencia del mantou, panecillos chinos al vapor. En la cocina coreana, mandu denota un tipo de pasta (dumpling) muy similar al mantı turco, el jiaozi chino y el gyoza japonés. Cuando esta pasta se fríe, se denomina kunmandu (군만두), literalmente ‘mandu asado’.

## Historia
Este plato pudo haber tenido su origen en el periodo de los Tres Reinos gobernado por Shu cuando el líder militar Zhuge Liang reformó la costumbre de sacrificar las vidas de los cautivos en guerra, que eran cocidos vivos, por su imitación de cocer esta pasta de forma simbólica.